# Tierra Bonita
Tierra Bonita è un census-designated place degli Stati Uniti d'America, situato nella contea di Cameron dello Stato del Texas. Fa parte dell'area metropolitana di Brownsville–Harlingen.

## Geografia fisica
Tierra Bonita è situata a 26°16′02″N 97°49′23″W (26.267226, -97.823184).
Secondo lo United States Census Bureau, ha un'area totale di un miglio quadrato (2,6 km²).

## Società

### Evoluzione demografica
Secondo il censimento del 2000, la popolazione locale enumerava 160 persone, 40 nuclei familiari, e 34 famiglie residenti. La densità di popolazione era di 155,2 persone per miglio quadrato (60,0/km²). C'erano 41 unità abitative a una densità media di 39,8 per miglio quadrato (15,4/km²). La composizione etnica della città era formata dal 78,12% di bianchi, lo 0,62% di nativi americani, il 18,75% di altre razze, e il 2,50% di due o più etnie. Ispanici o latinos di qualunque etnia erano il 95,00% della popolazione.
C'erano 40 nuclei familiari di cui il 52,5% avevano figli di età inferiore ai 18 anni, il 70,0% erano coppie sposate conviventi, il 15,0% aveva un capofamiglia femmina senza marito, e il 15,0% erano non-famiglie. Il 15,0% di tutti i nuclei familiari erano individuali e nessuno nucleo familiare aveva una persona di 65 anni di età o più che viveva da sola. Il numero di componenti medio di un nucleo familiare era di 4,00 e quello di una famiglia era di 4,50.
La popolazione era composta dal 35,0% di persone sotto i 18 anni, il 16,9% di persone dai 18 ai 24 anni, il 25,0% di persone dai 25 ai 44 anni, il 15,6% di persone dai 45 ai 64 anni, e il 7,5% di persone di 65 anni o più. L'età media era di 24 anni. Per ogni 100 femmine c'erano 95,1 maschi. Per ogni 100 femmine dai 18 anni in giù, c'erano 96,2 maschi.
Il reddito medio di un nucleo familiare era di 30.179 dollari, e quello di una famiglia era di 30.179 dollari. I maschi avevano un reddito medio pro capite di 17.000 dollari contro i 29.583 dollari delle femmine. Il reddito medio pro capite era di 9.377 dollari. Circa il 23,1% delle famiglie e il 27,2% della popolazione erano sotto la soglia di povertà, incluso il 46,3% di persone sotto i 18 anni di età e nessuno di 65 anni o più.